# Storia dell'Irlanda del Nord

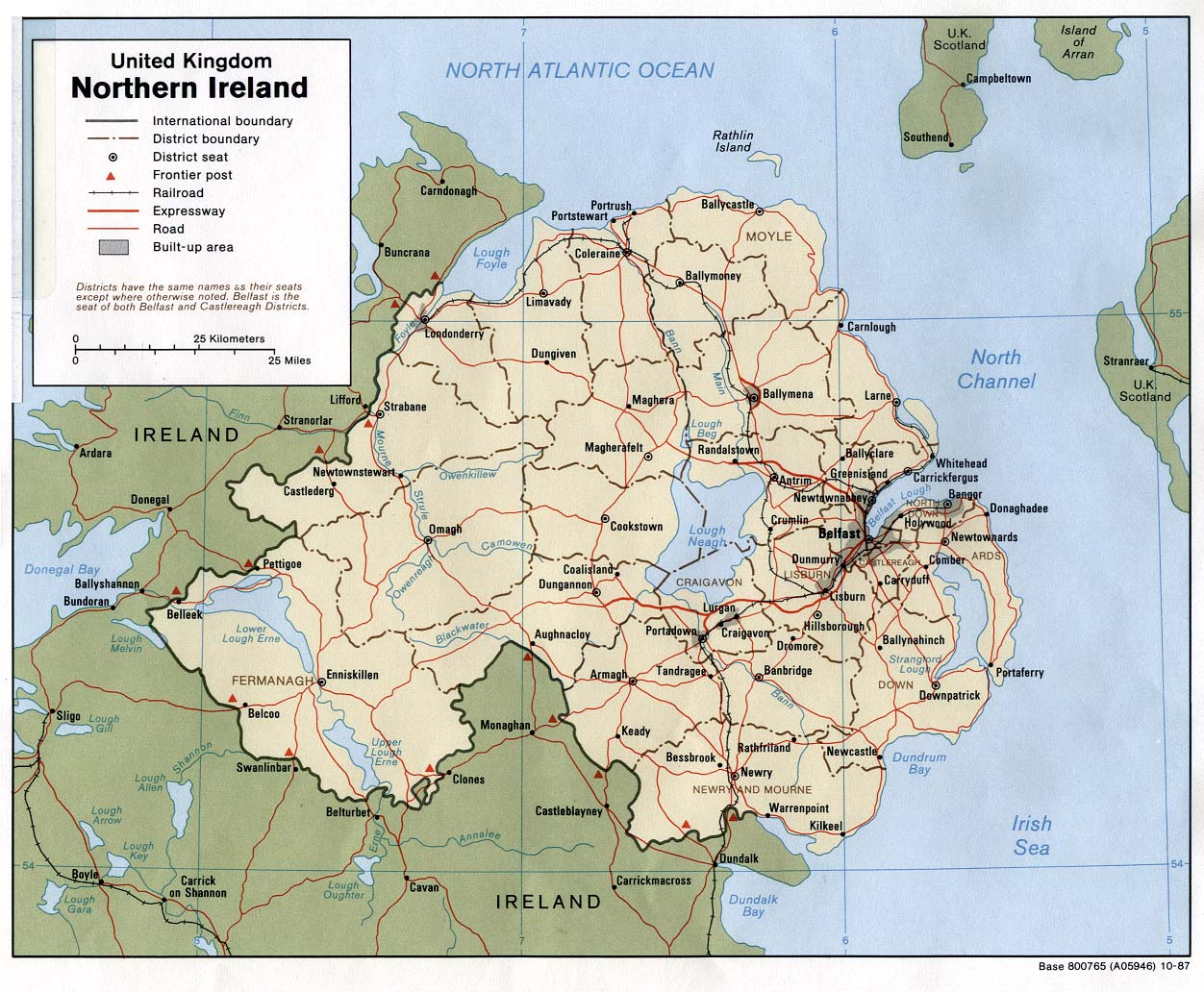
Mappa politica dell'Irlanda del Nord.

La storia dell'Irlanda del Nord ha avuto inizio quando è stata creata come entità politica nel 1921. Prima di quell'anno, la sua storia coincide di volta in volta con quella delle varie tribù irlandesi e poi del Regno Unito. È composta da sei contee delle nove che formano la regione dell'Ulster, ed è rimasta unita alla corona britannica anche dopo l'indipendenza del resto dell'isola. Questo è dovuto in buona parte alla forte colonizzazione inglese in questa regione, che ha creato di fatto molteplici differenze religiose, economiche e culturali tra l'Irlanda del Nord e la Repubblica d'Irlanda.

## Storia contemporanea

### Risveglio nazionalista
Sul finire del XIX secolo la maggioranza del popolo irlandese chiedeva l'indipendenza dal governo inglese; il Partito Nazionalista Irlandese chiese alla Camera dei comuni britannica (camera bassa del Parlamento del Regno Unito) l'istituzione dell'autogoverno (in inglese Home rule) in tutto il territorio irlandese. Tale atto avrebbe garantito al Regno Unito il possesso dell'Irlanda nel suo immenso Commonwealth, ma avrebbe dato agli irlandesi la possibilità di gestire da soli la politica e l'economia interna della loro isola. Nel 1886 e nel 1893, questa proposta passò con voto favorevole alla Camera dei Comuni britannica, ma in entrambi i casi fu respinta dalla Camera dei Lord. Questo portò a gravi conseguenze politiche, che costarono addirittura delle modifiche alla legislatura inglese: nel 1911, infatti, fu approvato un decreto che riduceva il potere della Camera dei Lord di rigettare le proposte di legge avanzate dalla Camera dei Comuni britannica: la firma sull'autogoverno sembrava imminente nel giro di poco tempo.
Le minoranze irlandesi, particolarmente nell'Irlanda del Nord chiedevano tuttavia che fosse ripristinato il precedente Atto d'Unione del 1800, che sanciva l'unione definitiva dell'Irlanda al Regno Unito. Il 28 settembre del 1912 James Craig, capo degli unionisti, redasse un documento con cui chiedeva che l'Ulster fosse escluso dall'autogoverno raccogliendo ben 450.000 firme.
Il gesto era significativo. L'Irlanda del Nord era la regione più ricca dell'isola, e Belfast era un porto privilegiato per i traffici con Scozia ed Inghilterra; la massiccia colonizzazione inglese della regione aveva portato anche ad uno squilibrio religioso: in Ulster, la maggioranza era nettamente protestante, mentre il resto dell'isola è sempre stato storicamente cattolico.

### Prima guerra mondiale
Nel frattempo cambiava il governo inglese: i laburisti cedevano il passo ai conservatori, che non vedevano di buon occhio l'autogoverno irlandese, e nel Parlamento veniva dato ampio spazio agli Unionisti. Spinti dalla situazione politica favorevole, nacque il primo gruppo armato paramilitare irlandese: gli unionisti del Volontari dell'Ulster. Ciò portò alla creazione di un altro gruppo paramilitare, stavolta indipendentista: i Volontari d'Irlanda. Ma mentre il paese sembrava sull'orlo della guerra civile, il 28 giugno del 1914, Gavrilo Princip uccise l'arciduca austriaco Francesco Ferdinando in visita a Sarajevo, dando il via ad una concatenazione d'eventi che porterà il mondo nella Grande guerra. Gli Unionisti e gli Indipendentisti rinunciarono ad ogni pretesa per far fronte comune contro il nemico, e molti costituirono i battaglioni che combatterono poi sul continente.
Tuttavia, anche in piena guerra, qualcosa si continuò a muovere. Durante le celebrazioni pasquali del 1916, ci fu la cosiddetta Sollevazione di Pasqua, durante la quale gli indipendentisti, guidati da Thomas Clarke e James Connolly chiedevano la fine dell'autogoverno, che secondo loro era troppo filo-inglese. La rivolta, che non suscitò l'entusiasmo popolare, neppure negli ambienti repubblicani e nazionalisti, venne repressa dopo pochi giorni (si dice che molti dublinesi salutarono la fine dei combattimenti sventolando la bandiera inglese). Fu la brutale esecuzione di alcuni insorti, tra cui uno dei principali esponenti della rivolta, James Connolly, avvenuta nel carcere di Kilmainham nelle settimane successive, a mutare radicalmente l'atteggiamento della pubblica opinione sulla Sollevazione di Pasqua, chiamata successivamente anche Pasqua di Sangue. Nel 1917 i Volontari Irlandesi assunsero le leve del comando del partito Sinn Féin, rimasto senza capi, e nel 1919 cambiarono il nome delle loro truppe in Esercito Repubblicano Irlandese (in lingua: Irish Republican Army, da cui l'acronimo IRA).
La prima guerra mondiale terminò nel 1918, e la crisi tra Irlanda e Regno Unito si fece più acuta. Alle elezioni per il rinnovo del Parlamento, il nuovo partito irlandese ottenne 23 dei 30 seggi destinati ai rappresentanti dell'isola. Ma questi si rifiutarono di entrare nel Parlamento inglese di Westminster e ne aprirono uno fuorilegge, il Dáil Éireann. Questo proclamò l'indipendenza, che però non fu riconosciuta da nessun paese; fu così che iniziò la Guerra d'indipendenza irlandese.

### Guerra d'indipendenza irlandese
Dopo un'aspra guerra di indipendenza, nel 1921 i rappresentanti del governo britannico ed i rappresentanti del parlamento fuorilegge irlandese negoziarono la pace.
In ambito internazionale fu riconosciuto uno Stato irlandese con il nome di Stato Libero d'Irlanda (in gaelico Saorstát Éireann, in inglese "Irish Free State"). Il nuovo Stato libero avrebbe dovuto coprire in teoria l'intera isola, ma le due parti concordarono che l'Irlanda del Nord (che era già diventata un'entità autonoma) potesse scegliere se rimanere sotto il Regno Unito, cosa che fece. Il Dáil Éireann approvò il trattato di pace.

### Repressione nord-irlandese
Una volta assicuratasi la fedeltà al Regno Unito, l'Irlanda del Nord mise in atto una feroce vendetta verso tutti quelli che, in un modo o nell'altro, venivano considerati troppo vicini alla politica dell'Eire: furono ridisegnati i confini elettorali, in modo da inserire i cattolici in distretti a maggioranza schiacciante protestante, estromettendoli così dal potere; l'insegnamento del gaelico era stato quasi proibito, in favore dell'inglese, e così via. La minoranza cattolica e nazionalista restava così in secondo piano. Negli anni 50 l'IRA cominciò a commettere attentati. Nel 1968 i disordini divennero generalizzati e il governo britannico inviò l'esercito per separare le fazioni. Nel 1969 fu ucciso il primo soldato britannico. I cattolici si schierarono così contro l'esercito ben prima della domenica di sangue. Un'ennesima manifestazione cattolica contro l'esercito sfociò nell'uccisione di tredici manifestanti disarmati, a Derry, da parte di paracadutisti britannici il 30 gennaio del 1972 (eccidio passato alla storia come domenica di sangue o Bloody sunday).
Apparve per la prima volta la Provisional IRA (un gruppo di fuoriusciti dall'IRA), e la campagna di violenza condotta da gruppi terroristici lealisti quali l'Ulster Defence Association e altri, portò l'Irlanda del Nord sull'orlo della guerra civile. Lungo tutti gli anni settanta e ottanta, gli estremisti di entrambi gli schieramenti, portarono avanti una serie di brutali omicidi, spesso di civili innocenti. 
Fu cambiata la legge elettorale, con l'Accordo del Venerdì Santo, propriamente conosciuto come Accordo di Belfast, che ora prevedeva che ogni partito che raggiungesse un determinato livello di supporto, avesse titolo per nominare un proprio membro nel governo e per reclamare un ministero. Il leader unionista David Trimble divenne primo ministro dell'Irlanda del Nord. 
L'assemblea e l'esecutivo sono attualmente sospesi a causa della minaccia unionista circa il presunto ritardo da parte dell'IRA nell'implementare lo smantellamento del proprio arsenale e la scoperta di una rete di spionaggio dell'IRA operante all'interno delle istituzioni. Ancora una volta il governo è condotto dal segretario di stato per l'Irlanda del Nord Peter Hain e da una commissione ministeriale britannica che ad esso risponde.
Il cambiamento di clima venne rappresentato dalla visita di Elisabetta II alla sede del Parlamento a Stormont, dove incontrò i rappresentanti unionisti così come quelli nazionalisti, e parlò del diritto dei cittadini nordirlandesi che si sentono irlandesi di essere trattati con eguali diritti di quelli che si sentono britannici. Allo stesso modo, il presidente irlandese Mary McAleese durante la sua visita si incontrò con i ministri unionisti a con i locali rappresentanti della corona di ogni contea.

### Nuovo parlamento di Stormont (2007)
Dall'8 maggio 2007 si è insediato il nuovo Parlamento di Stormont. Il primo ministro è l'unionista Ian Paisley del Partito Unionista Democratico, mentre il vice ministro è Martin McGuinness dello Sinn Féin.
Le elezioni che hanno portato a questo risultato, avvenute il 7 marzo, hanno visto la vittoria dei due maggiori partiti della provincia. Il Partito Democratico Unionista di Ian Paisley si è attestato sopra il 30% dei consensi, guadagnando 36 seggi. Dietro lo Sinn Fein, con il 26% dei voti e 28 seggi. Il Partito Unionista dell'Ulster è crollato al 14% delle preferenze con la conquista di 18 parlamentari. Ai socialdemocratici di Mark Durkan è rimasto il 15% dei voti e 17 membri eletti. Si è assistito inoltre alla crescita dell'Alliance Party con 7 seggi e l'elezione della prima parlamentare straniera nella provincia (Ann Lo, di origini cinesi).
n 
Il Democratic Unionist Party di Ian Paisley, vincitore assoluto delle elezioni, ha scelto i propri ministeri in modo da gestire le decisioni chiave del futuro governo nord-irlandese. La scelta del leader unionista è caduta sul ministero delle finanze affidato a Peter Robinson; su quello per lo sviluppo, commercio e investimento guidato da Nigel Dodds; sul ministero dell'ambiente diretto da Arlene Foster, mentre Edwin Poots sarà a capo del ministero della cultura e delle arti. Inoltre Ian Paisley sarà alla guida del parlamento nord-irlandese, con il figlio Ian Junior aggregato all'ufficio di Presidenza. Altri ruoli chiave affidati ai fedelissimi dei Paisley saranno le presidenze dei vari comitati dell'Assemblea di Stormont, che dovranno vigilare su molte questioni relative al funzionamento del governo provinciale.
Lo Sinn Fein, secondo partito della provincia, fornirà alla nuova Assemblea il vice primo ministro, Martin McGuinness, e poi occuperà i ministeri dell'educazione (per la seconda volta), quello dello sviluppo regionale e il ministero dell'agricoltura e sviluppo rurale. Le persone prescelte da Gerry Adams per portare avanti tali ruoli sono, rispettivamente Michelle Gildernew, Conor Murphy e Caitriona Ruane. Nell'ufficio di presidenza verrà aggregato l'ex portavoce del settore sicurezza Gerry Kelly.
Il Partito Unionista dell'Ulster ha scelto di guidare l'importante ministero della salute - che gestisce quasi il 46% del budget per l'Irlanda del Nord - affidandolo a Michael McGimpsey mentre il leader, sir Reg Empey, guiderà il ministero per l'occupazione e l'apprendimento. Quest'ultimo è un dicastero a rischio perché potrebbe venire inglobato nel ministero per l'educazione.
L'unico ministero a disposizione dell'SDLP di Mark Durkan è quello per lo sviluppo sociale, dove i socialdemocratici presentano Margareth Ritchie che, nelle parole del leader, "è una dei migliori membri del nostro partito, con la reputazione di essere una grande lavoratrice. Poi è donna. Non ci sono dubbi che sarà un ottimo ministro e guiderà gli sforzi di cambiamento dell'SDLP nello sviluppo sociale".